# Ermita de Santa Anna (Xàtiva)
L'Ermita de Santa Anna és al cim del turó de Santa Anna, en un enclavament territorial pertanyent al municipi de Xàtiva (València), però al qual s'accedeix travessant el municipi veí de La Llosa de Ranes i prenent el camí dels Banys de Santa Ana. Està catalogada com Bé d'Interès Cultural, amb número d'anotació ministerial RI - 51-0004461. No es conserven documents sobre l'ermita a l'Arxiu Municipal, quan va ser destruïd en l'incendi decretat per Felip V el 1707.

## Història
La construcció actual data del segle xvi, encara que es tenen notícies, no documentades, d'una construcció prèvia aixecada al segle xiv, possiblement anterior a 1377, de les restes només s'aprecia un capitell al vessant sud-oest, que es conserva al museu etnogràfic. La ubicació en una zona extremadament elevada de l'edifici es podia deure a la necessitat cristiana de remarcar els seus nous dominis. Va ser erigida pel Cardenal Roderic de Borja a 1456, imitant aquest al seu oncle, el papa Alfons de Borja, Calixt III, que havia aixecat una capella de Santa Anna a la Seu de Xàtiva.

## Arquitectura
L'ermita es va construir en estil gòtic flamíger. La decoració gòtica es concentra en les claus de la volta, destacant: l'escut de la família Borja, la Verge amb Jesús, Sant Miquel, l'escut de la Ciutat de Xàtiva i les armes d'Aragó. Davant de l'altar, es pot veure un petit canal sobre el qual es recolzaria la reixa que protegia el retaule de Santa Anna.
Poc després de la construcció se li va afegir un cor elevat sobre un sòlid arc carpanell de guix i volta estrellada, tancat per un ampit flamíger del mateix material.
L'edifici té planta rectangular, amb contraforts (realitzats amb fàbrica de morter) i porta semicircular de dovelles llises. La nau té tres crugies amb voltes nervades separades per arcs torals i remata en testera plana a l'exterior i poligonal a l'interior. A la capçalera presenta falsa volta vuitavada amb trompes doble esqueixada. Els nervis dels arcs descansen a mitjana altura sobre permòdols, que són llisos a la nau i esculturats a l'absis. El cor, al no pertànyer a la construcció original, no va ser reconstruït en la darrera restauració.
A la façana podem veure la portada que presenta un arc de mig punt. Antigament, la portada era precedida per un pòrtic sobre columnes que ha desaparegut. A la part posterior, l'absis és poligonal.
Després dels terratrèmols de 1748, es van reparar els arcs, voltes, contraforts, teulades i dependències annexes, avui desaparegudes, però encara es poden veure les restes dels estables i de la porta que donava accés al recinte.